# Hafenrefferia gilvipes
Hafenrefferia gilvipes är en kvalsterart som först beskrevs av Koch 1839.  Hafenrefferia gilvipes ingår i släktet Hafenrefferia och familjen Tenuialidae. Inga underarter finns listade i Catalogue of Life.